# Giacomo Gastaldi

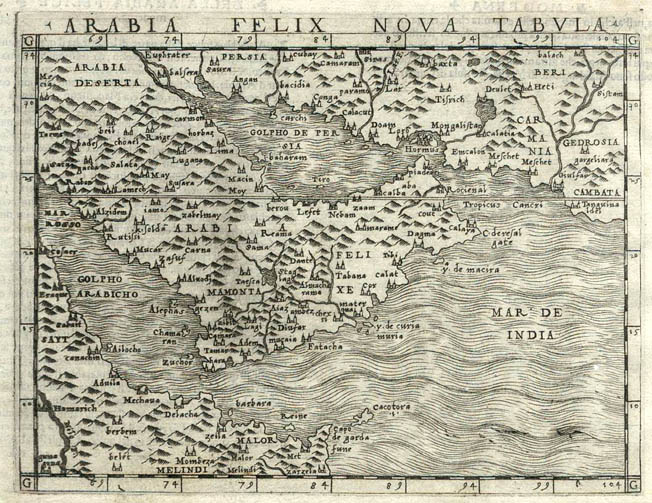
Gastaldis karta över arabiska halvön

Giacomo (Jacopo) Gastaldi, född omkring 1500 i Villafranca Piemonte, död i oktober 1566 i Venedig, var en italiensk kartograf.
Gastaldi uppehöll sig för det mesta i Venedig, där de flesta av hans kartor utgavs. En ofullständig uppräkning av hans kartarbeten finns i "Notizie di Jacopo Gastaldi, cartografo Piemontese del sec. XVI", av Barone Manno och Cav. Vinc. Promis (i "Atti della R. Accademia delle scienze di Torino", vol. 16, 1881). De ingår bland annat i Antonio Lafreris atlas och i Abraham Ortelius "Theatrum orbis terrarum" (1570) och kopierades av flera följande kartutgivare. Adolf Erik Nordenskiöld betecknar i sin "Facsimile-atlas" Gastaldi som banbrytare för den nya tiden inom kartografin.